# Chantal Leclerc
Chantal Leclerc (* 21. April 1953 in Paris) ist eine ehemalige französische Leichtathletin, die im Sprint und im Mittelstreckenlauf an den Start ging.

## Sportliche Laufbahn
Erste internationale Erfahrungen sammelte Chantal Leclerc vermutlich im Jahr 1970, als sie bei den Junioreneuropameisterschaften in Paris in 55,82 s den fünften Platz im 400-Meter-Lauf belegte und mit der französischen 4-mal-400-Meter-Staffel in 3:47,9 min auf Rang vier gelangte. Im Jahr darauf schied sie bei den Halleneuropameisterschaften in Sofia mit 55,5 s im Vorlauf über 400 Meter aus, ebenso wie bei den Halleneuropameisterschaften 1973 in Rotterdam mit 54,69 s. Zudem gewann sie dort aber mit der 4-mal-360-Meter-Staffel in 3:11,20 min gemeinsam mit Colette Besson, Chantal Jouvhomme und Nicole Duclos die Silbermedaille hinter dem Team aus der Bundesrepublik Deutschland. 1977 schied sie bei den Halleneuropameisterschaften in Donostia / San Sebastián mit 2:06,1 min in der Vorrunde im 800-Meter-Lauf aus und im Jahr darauf kam sie bei den Halleneuropameisterschaften in Mailand mit 2:05,9 min ebenfalls nicht über den Vorlauf hinaus. Anschließend trat sie nicht mehr international in Erscheinung.
In den Jahren 1973 und 1974 wurde Leclerc französische Meisterin im 400-Meter-Lauf im Freien sowie 1975 in der Halle. Zudem wurde sie 1977 und 1978 Hallenmeisterin über 800 Meter.